# (31629) 1999 GK23
1999 GK23 (asteroide 31629) é um asteroide da cintura principal. Possui uma excentricidade de 0.20532640 e uma inclinação de 2.66490º.
Este asteroide foi descoberto no dia 6 de abril de 1999 por LINEAR em Socorro.